# Omul în costum maro
Omul în costum maro (în engleză The Man in the Brown Suit) este un roman polițist scris de către scriitoarea britanică Agatha Christie. Face parte din seria Hercule Poirot.